# Visor de nivell de vidre
|  | No s'ha de confondre amb Sensor de nivell. |

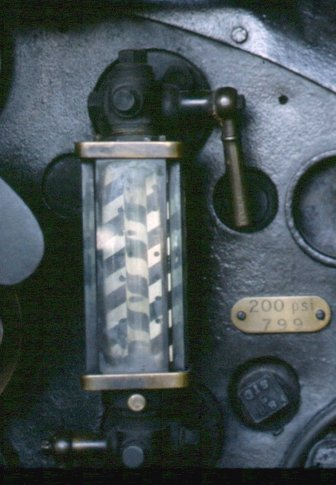
Indicador de nivell d'aigua en una locomotora de vapor

Un indicador de nivell indica el nivell o quantitat de líquid d'un dipòsit en general. Un cas particular és el dels indicadors del nivell de l'aigua en locomotores, màquines de vapor i generadors de vapor en general. En la seva forma més típica és un instrument de mesura format per un recipient resistent a la pressió amb una cara transparent i dues connexions. També acostuma a portar o ser instal·lat amb dues aixetes de pas o aïllament.

## Història
La primera locomotora que es va equipar amb el dispositiu va ser construïda el 1829 per John Rastrick a les seves obres de Stourbridge.

## Líquid en dipòsits
Els visors simples poden ser només un tub de plàstic o vidre connectat a la part inferior del dipòsit per un extrem i la part superior del dipòsit a l'altre. El nivell de líquid a la mira serà el mateix que el nivell de líquid al dipòsit. Avui, però, els sofisticats interruptors de flotador han substituït els visors en moltes d'aquestes aplicacions.

### Calderes de vapor
Si el líquid és perillós o sota pressió, s'han de fer arranjaments més sofisticats. En el cas d'una caldera, la pressió de l'aigua de sota i del vapor de dalt és igual, de manera que qualsevol canvi en el nivell de l'aigua es veurà al manòmetre. El tub transparent (el "vidre" en si) pot estar tancat principalment dins d'una coberta metàl·lica o de vidre endurit per evitar que es faci malbé per rascades o impactes i oferir protecció als operadors en cas de trencament. Normalment té una placa posterior estampada per fer que l'efecte d'augment de l'aigua del tub sigui més evident i així permetre una lectura més fàcil. En algunes locomotores on la caldera funciona a pressions molt elevades, el tub en si estaria fet de vidre endurit reforçat amb metall. És important mantenir l'aigua al nivell especificat, en cas contrari, la part superior de la caixa de foc quedarà exposada, creant un perill de sobreescalfament i causant danys i possiblement una fallada catastròfica.
Per comprovar que l'aparell està oferint una lectura correcta i que les canonades de connexió a la caldera no estan bloquejades per la tosca, cal "aixecar" el nivell de l'aigua obrint ràpidament les aixetes al seu torn i deixant un breu raig d'aigua a través de l'aixeta de desguàs.
El National Board of Boiler and Pressure Vessel Inspectors recomana un procediment de prova diari descrit per l'American National Standards Institute, capítol 2 part I-204.3 indicador de nivell d'aigua. Tot i que no és estrictament obligatori, aquest procediment està dissenyat per permetre a l'operador verificar amb seguretat que totes les parts del visor funcionen correctament i tenen connexions de flux lliure a la caldera necessàries per al funcionament correcte.